# Anne-Marie Casteret
Pour les articles homonymes, voir Casteret.
Anne-Marie Casteret, née Anne-Marie Chalumeau le 3 novembre 1948 à Sétif et morte le 20 mai 2006 à Saint-Nazaire des suites de la maladie de Hodgkin, est une journaliste française, médecin de formation.
Ses articles ont révélé l'affaire du sang contaminé.

## Journaliste après des études de médecine
Après des études de médecine, elle s'oriente vers le journalisme et débute au Quotidien du médecin en 1979, puis passe au Matin de Paris. « Formidable investigatrice, qui vérifiait tout, ré-enquêtait sur tout », déclare à l'Agence France-Presse Denis Jeambar, directeur de la rédaction à L'Express, où elle a été grand reporter de 1996 à sa mort.
Parmi les sujets qu'elle a abordés pendant sa carrière, Anne-Marie Casteret a notamment enquêté sur l'explosion de l'usine AZF en 2001 à Toulouse.

## Longtemps seule à dénoncer le scandale du sang contaminé
Le 4 décembre 1987, Anne-Marie Casteret publie dans L'Express puis par la suite dans L'évènement du jeudi un article, « La tragédie des hémophiles », qui révèle qu'en France des produits sanguins non chauffés, et de ce fait contaminés par le sida, ont été laissés sur le marché et utilisés par les services de transfusion sanguine, en particulier pour des hémophiles, jusqu'en octobre 1985.
Début 1991, elle publie plusieurs articles dans L'Événement du jeudi sur ce qui va devenir « l'affaire du sang contaminé ». Aucun de ses six premiers articles ne fait la Une de l'hebdomadaire, soulignera plus tard le journaliste Mark Hunter dans Médias Pouvoirs: l'affaire n'est pas considérée comme importante par sa hiérarchie, ni par ses confrères qui pendant plusieurs semaines ne reprennent pas le sujet.
Progressivement cependant, ses révélations sont reprises dans d'autres journaux. Le 25 avril 1991, Anne-Marie Casteret publie une note du Centre national de transfusion sanguine (CNTS), datée du 29 mai 1985. Cette note montre que le directeur général du CNTS, le docteur Michel Garretta et le comité de direction présent dont Jean Pierre Allain, Jean Cavalier, Bahman Habibi, Jean Yves et Anne-Marie Muller, Anne Marie Courroucé et Bernard Girault, a laissé écouler des lots de sang, alors qu'il les savait contaminés.

## Son ouvrage:L'Affaire du sang
En 1992, Anne-Marie Casteret a publié L'Affaire du sang. Dans ce livre, elle réfutait l'argument selon lequel en 1985 on ignorait que le chauffage du sang rendait inactif le virus. En effet, dès 1983 des chercheurs avaient émis cette hypothèse qui fut reprise et diffusé par plusieurs instances internationales comme le Congrès international de la transfusion sanguine, des organismes de vigilance épidémiologique de renommée internationale comme le Center for Diseases Control (CDC) américain et des revues scientifiques médicales reconnues comme la revue britannique The Lancet durant toute l'année 1984.
Elle pointe également avec précision que : 

Le 4 mai 1983, face aux risques représentés par le VIH, la firme américaine Travenol-Hyland, un des plus importants producteurs de dérivés sanguins, prend la décision d'exclure préventivement tous les produits non chauffés de sa chaîne de production et procède au rappel des lots hypothétiquement infectés et anticipant les risques financiers pour l'entreprise en cas de recours juridique d'un ou plusieurs patients contaminés. Elle en informa les directeurs des centres de traitement des hémophiles, y compris le CNTS avec une lettre libellée en ces termes adressée à Michel Garretta, alors adjoint du directeur de la structure le professeur Jean-Pierre Soulier et chargé des importations des produits étrangers :
"Comme vous le savez, l'agent causal de la maladie n'est pas encore identifié. Cependant, certaines évidences suggèrent qu'elle est causée par un virus transmis, entre autres, par le sang et certains produits sanguins. C'est pourquoi nous avons décidé d'exclure du don toutes les personnes appartenant aux groupes à risques. Récemment, notre firme a mis sur le marché un facteur antihémophilique traité par la chaleur (Hémofil T) afin de réduire le risque viral. Nous ne pouvons, dès à présent, affirmer que le produit chauffé élimine le risque de transmission du Sida. Cependant, nous pensons que l'utilisateur d'Hémofil T ne peut qu'accroître la sécurité des patients. En conséquence aussi vite que possible, Travenol-Hyland va convertir toute sa production pour ne plus offrir que des facteurs antihémophiles traités par la chaleur".
Cette proposition, renouvelée le 4 juin 1984, sera refusée par le CNTS à deux reprises.
Au niveau international, elle éclaire avec précision qu'en 1984, plusieurs alertes et recommandations furent diffusées : 
Le 22 juillet 1984 à Munich en Allemagne a lieu le congrès international de la transfusion sanguine. Un consensus global se dégage sur la nécessité de chauffer les préparations à destination des hémophiles.
Le 13 octobre 1984, la Fédération Nationale Américaine de l'Hémophilie (FNAH) recommande l'utilisation des produits chauffés qui ont prouvé leur innocuité pour le virus du Sida.
Cette information est également reprise et diffusé par le CDC d'Atlanta qui surveille avec précision la progression du VIH à l'échelle du globe, le 22 octobre 1984.
Fin novembre 1984, le sommet de Tokyo confirme les informations diffusées à Munich : le chauffage d'extraits du plasma (concentrés de facteur VIII ou de PPSB : concentré de facteur II (Prothrombine), facteur VII (Proconvertase), facteur X (facteur Stuart) et facteur IX (facteur anti-hémophilique B)) permettait d'inactiver le virus (le plasma total, lui, ne supporte pas d'être chauffé, et encore moins le sang) ; il s'agissait alors d'éliminer le virus de l'hépatite B, qui s'est révélé résistant au traitement, et c'est par hasard que l'on a découvert l'inactivation du VIH.
Le Lancet publie en décembre 1984 un articule intitulé "Blood Transfusion, Haemophilia, and AIDS"  indiquant :"Le danger représenté par le Sida justifie une approche pragmatique et il parait donc sensé de ne plus distribuer que des concentrés chauffés de facteur VIII" recommandant une sélection préventive des donneurs, un seul lot pouvant contaminer tout un pool de dons sanguins.
Elle détaille dans son ouvrage le système de la transfusion sanguine française de 1980 à 1985, pourtant perçu comme un modèle à l'étranger, comme une zone féodale ou règne un mandarinat puissant, repliée sur elle même, peu susceptible de remise en cause. Sous couvert de défense de l'éthique d'un don bénévole sain et désintéressé, il y régnait une guerre fratricide entre les différents centres de transfusion livrés à eux-mêmes en l'absence de l’exercice de l’autorité de tutelle dont ils dépendaient. En parallèle, elle décrit les multiples circuits décisionnaires d'une administration tentaculaire, institutionnellement lente à réagir, faisant primer les perspectives économiques sur la défense de la santé publique. Elle décrit également la mécanique des cabinets ministériels transmettant des informations essentielles de manière biaisée ainsi que les retards décisionnels et les arbitrages politiques rendus pour préserver les intérêts industriels des différents acteurs.
Elle sera invitée, en 1991, à témoigner devant la commission d'enquête du Sénat à la suite du scandale sanitaire, politique et financier provoqué par les révélations faites à l'issue de son travail rigoureux d'investigation journalistique.

## Hommages à une journaliste atypique
Après sa mort à l'âge de 57 ans, son confrère Éric Mettout écrit sur le site de L'Express:[réf. nécessaire] « elle a révélé dès le début des années 1990 les malversations, les hésitations ou les erreurs des autorités sanitaires, déclenchant l'un des plus retentissants scandales de la Ve République, l'affaire du sang contaminé. Débutante, elle s'était à l'époque attiré cette remontrance de quelque haut fonctionnaire: "Taisez-vous les journalistes, laissez les professionnels travailler!". ».
Dans Le Nouvel Observateur, Guillaume Malaurie salue Anne-Marie Casteret en écrivant[réf. nécessaire] : « l’affaire, dite du sang n’aurait sans toi jamais été élucidée comme il se devait…Et pourtant, alors, la plupart des notables mandarinaux, ceux de la médecine, de l’État, de la Justice, de la presse et de la télévision (à l’exception notable notamment de Libération et du Nouvel Observateur) ont préféré faire corps. » Il salue Anne-Marie Casteret en affirmant: « les patients et tous autant que nous sommes, te doivent d’avoir installé enfin le principe de précaution qui nous protège, un peu, de docteurs et autres technocrates Folamour de l’univers de la santé ».
Anne-Marie Casteret a également dénoncé l'enquête et les conclusions officielles concernant l'explosion de l'usine AZF de Toulouse. Dans son introduction pour l'article de L’Express, elle écrit : « L'explosion a été revendiquée par plusieurs groupes; le rapport des RG n'a pas été exploité; deux expertises médicales ont disparu; il y aurait eu deux cadavres de trop sur le cratère; l'emploi du temps du manutentionnaire Hassan J. n'a pas été vérifié; son ami Samir A. avait un curieux profil; et, enfin, 21 kilos de chrome 6 s'étaient mystérieusement volatilisés. Ça fait beaucoup. »

## Œuvres
- Casteret, L'Affaire du sang, Paris, Éditions La Découverte, 1992 (ISBN 2707121150)
- Casteret, Les Centenaires : la mémoire des Français, Paris, Belfond, 1995 (ISBN 978-2-7144-3120-2, BNF 35743806)
- AZF Toulouse : La vérité sur l'explosion (2003). Éditions Michel Lafon,  (ISBN 2840989646)